# Manadon
Manadon – dzielnica miasta Plymouth, w Anglii, w Devon, w dystrykcie (unitary authority) Plymouth. Manadon jest wspomniana w Domesday Book (1086) jako Manedone/Manedona.